# Џеф де Бер
Џеф де Бер (енгл. Jeff de Boer; 1963, Калгари, Канада) је канадски уметник и творац скулптура. Потеклом је из холандске породице, која је емигрирала за Канаду.
Познат је по својим металним интерпретацијама скулптура, нарочито код животиња.